# ديك بورنس
ديك بورنس (بالإنجليزية: Dick Burns)‏ هو لاعب كرة قاعدة أمريكي، ولد في 26 ديسمبر 1863 في هوليوك في الولايات المتحدة، وتوفي في 16 نوفمبر 1937.

## وصلات خارجية
- ديك بورنس على موقع دوري كرة القاعدة الرئيسي (الإنجليزية)
- ديك بورنس على موقعبيزبول رفرنس.كوم (الدوري الرئيسي) (الإنجليزية)
- ديك بورنس على موقعبيزبول رفرنس.كوم (الدوري الثانوي) (الإنجليزية)
- ديك بورنس على موقع إي إس بي إن.كوم (أم.أل.بي) (الإنجليزية)
- ديك بورنس على موقع مشجعي الرسوم البيانية (الإنجليزية)